# جون هويل
جون هويل (بالإنجليزية: John Hoyle)‏ هو دبلوماسي وصحفي وسياسي أسترالي، ولد في 1927، وتوفي في 2012.